# 川崎市立向丘小学校
川崎市立向丘小学校（かわさきしりつ むかいがおかしょうがっこう）は、神奈川県川崎市宮前区平1丁目にある市立小学校。

## 概要
- 本校は、川崎市内の学校では、最古の学校となる[1]。

## 沿革
出典
- 1872年（明治5年） - 化育学舎として開校。
- 1875年（明治8年） - 化育学校と改称。
- 時期不明 - 成始学校を統合し、経綸（けいりん）小学校と改称。
- 1897年（明治30年） - 尋常経綸小学校と改称。
- 1898年（明治31年）4月15日 - 花火をあげて盛大に運動会を開催。この日（4月15日）が向丘小学校の開校記念日となった。
- 1908年（明治41年） - 尋常経綸・尋常菅生・尋常向丘の各小学校が統合され、向丘村立尋常高等向丘小学校と改称。
- 1923年（大正12年） - 向丘尋常高等小学校と改称。
- 1924年（大正13年）7月1日 - 向丘村を含む2町1村が合併した川崎市発足により、川崎市立向丘尋常高等小学校と改称。
- 1941年（昭和16年） - 国民学校令により、川崎市向丘国民学校と改称。
- 1947年（昭和22年）4月1日 - 学制改革により、川崎市立向丘小学校と改称。
- 1950年（昭和25年）8月 - 給食室ができる。
- 1954年（昭和29年） - 今のような給食が始まる。
- 1950年代（昭和30年代） - 鉄筋校舎が建設される。
- 1962年（昭和37年） - 創立90周年記念式典挙行。校歌や校旗が作られた。
- 1967年（昭和42年） - 学区の一部が分離し、菅生小学校が開校。
- 1969年（昭和44年） - 学区の一部が分離し、上作延小学校が開校。
- 1972年（昭和47年） - 学区の一部が分離し、白幡台小学校が開校。
- 1977年（昭和52年） - 学区の一部が分離し、平小学校が開校。
- 1982年（昭和57年） - 学区の一部が分離し、長尾小学校が開校。また、この頃、少しずつ鉄筋校舎が造られ、プールなどもできるようになった。
- 1997年（平成9年）11月29日 - 現校舎が完成し、落成記念式典と祝賀会を開催。
- 2022年（令和4年）10月29日 - 創立150周年記念式典挙行[1]。

## 通学区域
出典
- 宮前区
  - 五所塚1丁目（12番～21番）
  - 五所塚2丁目（全域）
  - 神木本町1丁目（1番～4番、16番～20番）
  - 神木本町2丁目（1番、16番17号）
  - 平1丁目（全域）
  - 平2丁目（全域）
  - 平3丁目（全域）
  - 平4丁目（1番～5番、7番～21番）
  - 平5丁目（全域）
- 多摩区
  - 東生田3丁目（全域）
  - 東生田4丁目（全域）

## 主な進学先
出典
- 川崎市立平中学校 - 五所塚・平・東生田の各地区から通う児童の主な進学先
- 川崎市立向丘中学校 - 神木本町地区から通う児童の主な進学先

## 周辺
- 宮前区役所向丘出張所 - 川崎市道を挟んで敷地が隣接。
- 東泉寺
- 川崎向ヶ丘郵便局
- 平瀬川
- このほか、ライオンズ宮前平第2などのマンションなども点在する。

## 交通
- 川崎市営バス「溝10」・「溝11」・「溝15」・「溝16」・「溝17」・「溝18」・「溝19」・「登05」・「登06」の各系統で、「平橋」バス停（川崎市道野川柿生線上）下車後、徒歩約370m・約6分。